# تعايش ملحي
التعايش الملحي هو تكيف الكائنات الحية على ظروف الملوحة العالية. تميل أنواع هالوتولرانس للعيش في أماكن مثل البحيرات المالحة، والكثبان الشاطئية، والصحاري المالحة، والسبخات المالحة، والبحار المالحة الداخلية، والينابيع. النبات الملحي هو مجموعة من البكتيريا تعيش في بيئات عالية الملوحة، وبالطبع تحتاج للملوحة في كثير من الحالات من أجل البقاء. وتعد النباتات الملحية نباتات عالية التعايش مع الملح.

## التطبيقات
تشمل مجالات البحث العلمي ذات الصلة بالتعايش الملحي الكيمياء الحيوية، وعلم الأحياء الجزيئي، وعلم الأحياء الخلوي، والفيزيولوجيا، وعلم البيئة، وعلم الوراثة.
وهناك فهم للتعايش الملحي يمكن تطبيقه على مجالات مثل زراعة الأماكن القاحلة، أو تقليل الاعتماد على الماء، أو الزراعة (الأسماك أو الطحالب)، أو الإنتاج البيولوجي للمركبات المرغوب فيها (مثل بروتينات الطحالب أو الكاروتينات) باستخدام ماء البحر لتعزيز النمو، أو معالجة أنواع التربة المتضررة من الملح. وبالإضافة إلى ذلك، تنطوي العديد من الضغوطات البيئية أو تحدث تغييرات تناضحية، لذلك فإن المعرفة المكتسبة عن التعايش الملحي يمكن أن تكون ذات صلة أيضًا لفهم قدرتها على تحمل الضغوط في الرطوبة أو الحرارة.
وتشمل أهداف دراسة التعايش الملحي زيادة الإنتاجية الزراعية للأراضي المتضررة من ملوحة التربة أو التي تتوفر فيها مياه مالحة فقط. ويمكن جعل الأنواع الزراعية التقليدية أكثر تحملاً للملوحة من خلال نقل الجينات من الأنواع المتحملة للملوحة بشكل طبيعي (بواسطة الاستيلاد الانتقائي التقليدي أو الهندسة الوراثية) أو من خلال تطبيق العلاجات المتقدمة نتيجة لفهم آليات التعايش الملحي. فضلاً عن ذلك، يمكن تطوير النباتات المتحملة للملوحة أو الكائنات الحية الدقيقة في المحاصيل الزراعية أو تخمر الكائنات الحية.

## الوظائف الخلوية
يمكن تحقيق التعايش مع حالات الملوحة العالية من خلال طرق متعددة. يمكن لمستويات الملح العالية التي تدخل النبات أن تحدث اختلالات أيونية تسبب مضاعفات في التنفس والتمثيل الضوئي، مما يؤدي إلى خفض النمو، والإصابة، والموت في الحالات الشديدة. ولكي تعتبر متحملة لظروف الملوحة، يجب أن تظهر الجبلة المجردة أساليب تحقيق التوازن بين آثار التناضح السام وزيادة تركيزات الملح. النباتات الوعائية يمكنها البقاء على قيد الحياة في التربة ذات التركيزات الملحية التي تصل إلى حوالي 6٪، أو ما يصل إلى 20٪ في الحالات القصوى. ويتم التوصل إلى التعايش مع مثل هذه الظروف من خلال استخدام بروتينات الإجهاد والمواد المذابة التناضحية من السيتوبلازم المتوافق.
ولكي تعيش في مثل هذه الظروف، تميل النباتات الملحية إلى أن تكون عرضة لامتصاص مستويات عالية من الملح في خلاياها، وكثيرًا ما يتطلب الأمر حدوث ذلك للحفاظ على جهد تناضحي أقل من جهد التربة لضمان امتصاص المياه. ويمكن أن تلحق تركيزات الملح العالية الضرر بالعضيات الحساسة مثل البلاستيدات الخضراء، لذلك يحدث عزل للملح. خلال هذا الإجراء، يتم تخزين الملح في فجوة عصارية لحماية مثل هذه المناطق الحساسة. فإذا تواجدت تركيزات عالية من الملح داخل الفجوة العصارية، فسيتم إنشاء تدرج للتركيزات العالية بين الفجوة العصارية والسيتوبلازم، مما يؤدي إلى استثمار للطاقة عالي المستويات للحفاظ على هذه الحالة. ولذلك، يمكن أن يحدث تراكم للمواد المذابة التناضحية السيتوبلازمية المتوافقة لمنع هذه الحالة من الحدوث. تتراكم الأحماض الأمينية مثل البرولين في أنواع الكرنب الملحية، وقد ثبت أن قواعد الأمونيوم الرباعية مثل البيتين جليكاين والسكريات التي تعمل في هذا الدور ضمن أعضاء الرمقيات الملحية وأعضاء النجميات تظهر تراكم السكريات الذائبة. تراكم هذه المركبات يسمح بموازنة التأثير التناضحي مع منع إنشاء تركيزات سامة من الملح أو تلك التي تتطلب توفر تدرجات للتركيز العالي.

## التعايش الملحي البكتيري
يختلف مدى التعايش الملحي على نطاق واسع بين الأنواع المختلفة من البكتيريا. وهناك عدد من بكتيريا الزراقم متحمل للملح؛ وهناك مثال على وجود هذه البكتيريا وهو أحواض ماكغاديكاغادي، وهي عبارة عن بحيرة مالحة كبيرة في بوسطون.